# Икарбус ИК-107
Икарбус ИК-107— автобус, предназначенный для перевозки пассажиров на городских маршрутах. Выпускался на заводе Икарбус в городе Земун, Республика Сербия. Автобус является нелицензионной копией автобуса Ikarus 405.
Оборудован двигателем марки Cummins стандарта Евро-3 с пониженным выделением вредных веществ и шума. Коробка передач автоматическая, также имеются системы ABS и ASR. Высота пола у входной двери позволяет пассажирам вход прямо с тротуара. Эта особенность облегчает использование общественного транспорта.
Икарбус ИК-107 используется частными перевозчиками, в Белграде и других городах Сербии. Автобусы также были представлены на рынке Российской Федерации.
В 2007 году был представлен автобус Ikarbus IK-107 Moskovit — сербское предприятие «Икарбус» попыталось выйти на российский рынок, в частности, организовать поставку модели в Москву. Автобус отличался механической коробкой передач Praga, позволявшая автобусу развивать скорость до 90 км/ч. Тем не менее, широкого применения в Москве автобус не нашёл: вместо него город Москва разместил заказ на модель ПАЗ-3237, а выставочный автобус несколько раз сменил владельца и только в 2018 году начал обслуживать городские маршруты (а именно — № 16 в Звенигороде).